# Johann V. von Roubaix

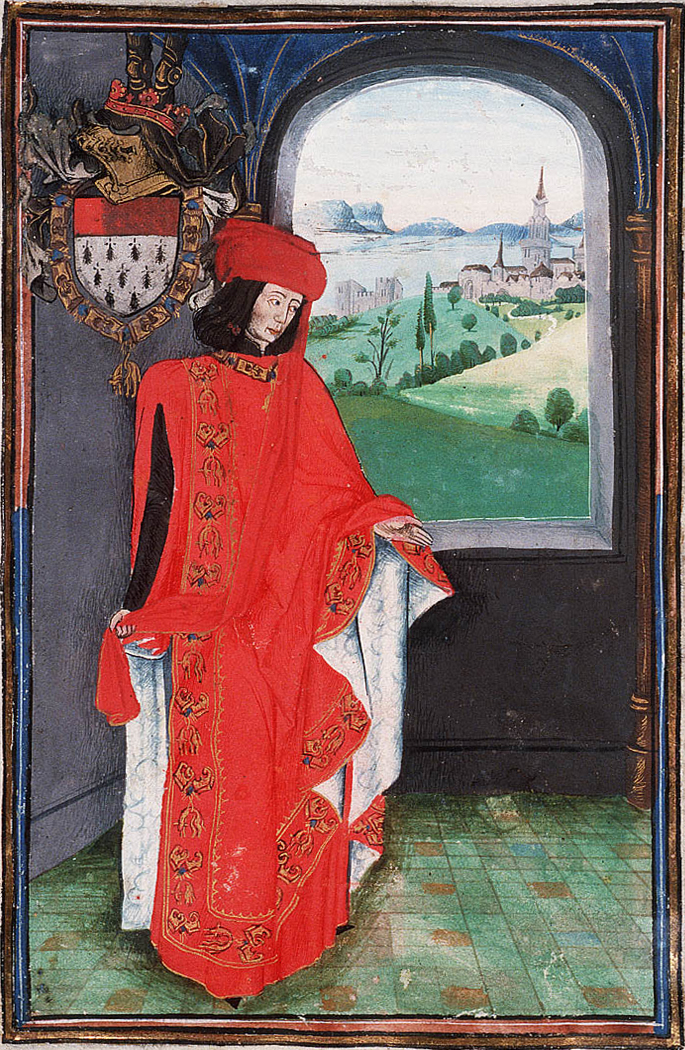
Jehan de Roubaix

Johann V. von Roubaix (französisch Jean V. de Roubaix; * 1369; † 1449) war Herr von Roubaix, einer Stadt im Norden Frankreichs, im damaligen Flandern.
Johann V. ist der erste Herrscher von Roubaix, dem man eine nennenswerte Rolle in der Geschichte der Stadt zuschreiben kann. In einer Region, die zwischen mehreren politischen Fronten hin- und hergerissen war, schloss er sich dem Haus Burgund an und kämpfte während des Hundertjährigen Krieges gegen das Königreich Frankreich.

## Leben
Nach J. Le Carpentier in seiner „Histoire des Pays-Bas ou histoire de Cambray et du Cambrésis“ aus dem Jahr 1664 stammt Johann V. von einem gewissen Robert, Herr über Roubaix und Escaudœuvres, und einer Frau aus dem Haus de Herzelles ab. Er hatte einen Halbbruder, der aus einer außerehelichen Verbindung seines Vaters stammte und 1444 im Alter von 90 Jahren starb.
Johann begann seine militärische Karriere mit 14 Jahren in der Schlacht bei Roosebeke im Jahre 1382. Er schloss sich daraufhin einer Gruppe flämischer Ritter an, die auf Order des damaligen Grafen von Nevers und späteren Herzoges von Burgund, Johann Ohnefurcht, und auf Bitten der Genueser die Sarazenen bei Karthago bekämpften. Nach Aufnahme der Belagerung der Stadt am 22. Juli 1390, wurden vier Angriffe auf die Stadt geführt und eine Schlacht vor ihren Toren gefochten. Doch die Expedition musste nach zwei Monaten aufgrund des nahenden Winters abgebrochen werden.
Johann gehörte 1396 einem Heer unter dem Herzog von Nevers an, dass dem König von Ungarn zur Hilfe geschickt wurde, der vom osmanischen Herrscher Bayezid I. angegriffen wurde und nahm an der Schlacht von Nikopolis teil. Während seines Aufenthalts in den Mittelmeerländern besuchte er Rom und die heiligen Stätten in Palästina.
Seine erfolgreichen Missionen und Dienste gegenüber seinem Souverän, eröffneten ihm dessen Gunst, hauptsächlich in Form finanzieller Unterstützung, und machten ihn zu einem der einflussreichsten Adligen seiner Zeit. 1401 übernahm er die Regentschaft über das Lehen von Roubaix und heiratete Agnès de Lannoy.
Johann V. setzte den Grundstein zum Aufstieg der Stadt Roubaix. Zu dieser Zeit befanden sich dort vereinzelte Siedlungen und eine kleine Feste, von der aus Johann regierte.
Am 1. Oktober 1414 erhielt er vom Herzog von Burgund den Auftrag in seinem Machtbereich um Roubaix sieben Verwaltungsräte einzusetzen. Es handelte sich um die erste administrative Strukturierung von Roubaix.
Daraufhin erhielt er 1420 das Privileg der obersten Rechtsprechung, womit diese neue kommunale Administration die Unabhängigkeit von der Nachbarstadt Lille erlangte.
Es war auch Johann V. der die Bogenschützengesellschaft von Saint Sébastien ins Leben rief, die neben der Funktion eines gesellschaftlichen Zusammenschlusses zum nachgehen des beliebten Sports, auch als Gruppierung fähiger Männer dienen sollte, die dazu beitrug, die öffentliche Ordnung aufrechtzuerhalten.

### Beteiligung im Hundertjährigen Krieg
Nach der Ermordung von Johann Ohnefurcht, 1419 in Montereau, bestätigte dessen Sohn Philipp der Gute sein Vertrauen in die Dienste von Johann von Roubaix, der zwischenzeitlich zum ersten Kammerherr (Chambellan) erhoben wurde, und somit für die Räumlichkeiten des französischen Prinzen zuständig war.
Als häufig angehörter Berater des Herzogs, hatte er großen Einfluss auf die Politik und somit die Zukunft Burgunds. Das politische Bestreben Johanns Ohnefurcht und Philipps dem Guten war es, einen Puffer zwischen Frankreich, England und dem Deutschen Reich zu errichten. Ein Staat, der aus Burgund, Lothringen und den Niederlanden (dieses beinhaltete somit auch die Herrschaftsgebiete Flandern und Artois) besteht, sollte diese Aufgabe übernehmen. Die Herrschaft über diesen Staat hätte den Herzog von Burgund zum Schiedsrichter zwischen den Reichen Westeuropas gemacht.
Doch diese Absicht konnte zunächst nicht in die Tat umgesetzt werden und so erhob Johann V. nach der Ermordung Johanns Ohnefurcht seine Waffen gegen den König von Frankreich (obwohl er dessen Chambellan gewesen war) und somit auch gegen Jeanne d’Arc.
Der Vertrag von Arras des Jahres 1435, den Burgund mit Karl VII. unterzeichnete, beendete diese Periode, indem er die Spannungen zwischen Burgund und Frankreich beilegte und machte Philipps Betrater zu einem der einflussreichsten Männer seiner Zeit. Der Historiker Buzelin bezeichnete Johann V. in diesem Zusammenhang als „kleinen König“ (Regulus Roubaisii).
1424 fungierte Johann von Roubaix auch noch als Verhandlungsführer in einem Neutralitätsabkommen zwischen der Stadt Tournai und dem Herzogtum Burgund.

### Späte Jahre
Schließlich wurde Johann von Roubaix 1428 die Ehre zuteil, die Verhandlungen zur Vermählung Philipps des Guten mit Isabella, Tochter des Königs Johann I. von Portugal, zu führen
Für diese Aufgabe wurde ihm der Kammerdiener des Herzogs, der damals schon bekannte flämische Maler Jan van Eyck, zur Seite gestellt. Mitunter schuf Jan van Eyck während der Reise ein Porträt von einem gewissen Bauduin de Lannoy, welches in einem Berliner Museum ausgestellt wird. Es kann jedoch mit großer Gewissheit gesagt werden, dass Johann V. von Roubaix dort abgebildet wurde.
Johann begleitete die junge Prinzessin sicher bis nach Brügge, wo die Hochzeit als Kern ausschweifender Festlichkeiten gefeiert wurde. Während ebendieser Festlichkeiten rief der Herzog am 10. Januar 1430 den Orden des Goldenen Vlieses ins Leben, der zu einem der berühmtesten Orden der Christenheit werden sollte. Der Herrscher von Roubaix war der dritte der insgesamt 24 Ritter, aus denen der Orden zunächst bestand.
Nach einer erfüllten Karriere, in der ihm zahlreiche Ehren zuteilwurden, starb Johann von Roubaix im Jahre 1449.

## Familie
Mit seiner Frau Agnès de Lannoy hatte er zwei Kinder:
1. Jeanne de Roubaix, die mit Antoine I. de Croÿ (1390–1475), Graf von Porcéan, heiratete;
2. Pierre von Roubaix (1415–1498), sein Nachfolger als Herr von Roubaix.